# Бірлікустемський сільський округ
Бірлікусте́мський сільський округ (каз. Бірлікүстем ауылдық округі, рос. Бирликустемский сельский округ) — адміністративна одиниця у складі Шуського району Жамбильської області Казахстану. Адміністративний центр — село Бірлікустем.
Населення — 2047 осіб (2021; 1971 у 2009, 1896 у 1999, 2129 у 1989).
Станом на 1989 рік існувала Бірлікустемська сільська рада (село Бірлікустем). 1997 року Бірлікустемську сільську адміністрацію ліквідовано та приєднано до складу Єскішуського сільського округу, однак 2001 року було відновлено Бірлікустемський сільський округ